# Liubomir Dimitrov
Liubomir Dimitrov (en búlgaro: Любомир Димитров; 18 de agosto de 1991) es un deportista búlgaro que compitió en lucha grecorromana. Ganó una medalla de plata en el Campeonato Europeo de Lucha de 2014, en la categoría de 130 kg.

## Palmarés internacional
| Campeonato Europeo | Campeonato Europeo | Campeonato Europeo | Campeonato Europeo |
| Año                | Lugar              | Medalla            | Categoría          |
| ------------------ | ------------------ | ------------------ | ------------------ |
| 2014               | Vantaa (Finlandia) | Medalla de plata   | 130 kg             |